# Waldemar Siatka
Waldemar Siatka (ur. 1958) – polski artysta fotograf. Członek rzeczywisty i Artysta Fotoklubu Rzeczypospolitej Polskiej (AFRP). Wiceprezes Zarządu Fotoklubu RP. Wiceprezes Zarządu Okręgu Roztoczańsko-Podkarpackiego Związku Polskich Fotografów Przyrody. Delegat na Walny Zjazd ZPFP. Członek Zarządu Ogólnopolskiej Fotograficznej Grupy Twórczej Art Fokus13. Członek Towarzystwa Fotograficznego im. Edmunda Osterloffa w Radomsku. Wiceprezes Zarządu Zamojskiego Towarzystwa Fotograficznego. Członek Stowarzyszenia Marynistów Polskich. Członek Grupy Artystycznej Atina. Inicjator oraz założyciel Grupy Twórczej Photo Industrial Team.

## Życiorys
Waldemar Siatka absolwent Akademii Górniczo-Hutniczej w Krakowie, związany z lubelskim środowiskiem fotograficznym, mieszka i tworzy w Zamościu – fotografuje od połowy lat 80. XX wieku. Centralne miejsce w jego twórczości zajmuje człowiek, o którym opowiada najczęściej poprzez szeroko rozumianą fotografię krajobrazu. Szczególne miejsce w jego twórczości zajmuje także fotografia industrialna, fotografia pejzażowa oraz fotografia
marynistyczna.
Od 2008 roku jest członkiem Zamojskiej Grupy Fotograficznej. W 2010 roku został przyjęty w poczet członków Zamojskiego Towarzystwa Fotograficznego, w którym w latach 2012–2017 był sekretarzem w Zarządzie ZTF – od 2017 roku jest wiceprezesem Zarządu ZTF. Od 2010 roku jest członkiem Związku Polskich Fotografów Przyrody, w którym pełnił funkcję sekretarza oraz wiceprezesa Okręgu Roztoczańsko-Podkarpackiego ZPFP. Był wiceprezesem Zarządu Okręgu Roztoczańsko-Podkarpackiego ZPFP. Na kadencje 2013–2016 oraz 2016–2019 został wybrany delegatem Okręgu Roztoczańsko-Podkarpackiego na Walny Zjazd ZPFP. Od 2012 roku był członkiem Towarzystwa Fotograficznego im. Edmunda Osterloffa w Radomsku. Jest członkiem Ogólnopolskiej Fotograficznej Grupy Twórczej Art Fokus13, w której (od 2018 roku) pełnił funkcję wiceprezesa Zarządu Art Fokus13. Obecnie pełni funkcję sekretarza w Zarządzie stowarzyszenia. Jest członkiem Stowarzyszenia Fotograficznego Przeciw Nicości im. Mieczysława Wielomskiego oraz członkiem Stowarzyszenia Marynistów Polskich. W 2012 roku był opiekunem – od 2013 roku jest kuratorem Galerii Fotografii Stylowy w Zamościu. Od 2017 jest kuratorem zamojskiej Galerii Mazagran. W latach: 2014, 2016, 2018, 2020 był komisarzem XXIV Ogólnopolskiego Biennale Fotografii Zabytki, organizowanego przez Zamojskie Towarzystwo Fotograficzne – od 1966 roku.
Waldemar Siatka jest autorem i współautorem wielu wystaw fotograficznych; indywidualnych, zbiorowych, pokonkursowych oraz poplenerowych. Brał aktywny udział w Międzynarodowych Salonach Fotograficznych, organizowanych m.in. pod patronatem Międzynarodowej Federacji Sztuki Fotograficznej FIAP, zdobywając wiele akceptacji. Jego fotografie były prezentowane m.in. w Macedonii Północnej, Słowacji, Słowenii, na Węgrzech oraz w Polsce. Jest organizatorem oraz uczestnikiem wielu wystaw, konkursów i plenerów fotograficznych. Uczestniczy w pracach jury, w konkursach fotograficznych. W 2014 roku został przyjęty w poczet członków Fotoklubu Rzeczypospolitej Polskiej Stowarzyszenia Twórców. Decyzją Komisji Kwalifikacji Zawodowych Fotoklubu RP, otrzymał dyplom potwierdzający kwalifikacje do wykonywania zawodu artysty fotografa, fotografika (legitymacja nr 368). W kadencji 2019–2023 wiceprezes zarządu Fotoklubu Rzeczypospolitej Polskiej Stowarzyszenia Twórców.
Prace Waldemara Siatki zaprezentowano w Almanachu (1995–2017), wydanym przez Fotoklub Rzeczypospolitej Polskiej Stowarzyszenie Twórców, w 2017 roku. W 2016 roku odznaczony srebrnym Medalem „Za Zasługi dla Rozwoju Twórczości Fotograficznej”.
W 2018 roku został uhonorowany Medalem „Za Zasługi dla Fotografii Polskiej” – odznaczeniem przyznawanym przez Kapitułę Fotoklubu Rzeczypospolitej Polskiej Stowarzyszenia Twórców – w 100. rocznicę odzyskania przez Polskę niepodległości. W 2019 wyróżniony tytułem Animator Kultury Zamość 2018.

## Odznaczenia
- Srebrny Medal „Za Zasługi dla Rozwoju Twórczości Fotograficznej” (2016)
- Medal „Za Zasługi dla Fotografii Polskiej” (2018)
- Złoty Medal „Za Fotograficzną Twórczość” (2021)[34]

## Nagrody
- Animator Kultury Zamość 2018[1]

## Wystawy indywidualne
| Lp. | Tytuł wystawy                                                                           | Miejsce                                     | Data | Miejscowość          | Kraj    |
| --- | --------------------------------------------------------------------------------------- | ------------------------------------------- | ---- | -------------------- | ------- |
|     | Deus ex machina IV                                                                      | Galeria Mazagran                            | 2022 | Zamość               | Polska  |
|     | Na pejzaże patrzenia dwa… Katarzyna Głębocka – malarstwo & Waldemar Siatka – fotografia | Muzeum Regionalne w Brzozowie               | 2021 | Brzozów              | Polska  |
|     | Pomiędzy malarstwem a fotografią                                                        | Muzeum Fotografii w Janowie Lubelskim       | 2020 | Janów Lubelski       | Polska  |
| 1   | Miasto Pokoju II                                                                        | Hotel Zamojski                              | 2020 | Zamość               | Polska  |
| 2   | Miasto Pokoju                                                                           | Biłgorajskie Centrum Kultury                | 2020 | Biłgoraj             | Polska  |
| 3   | Deus ex machina III                                                                     | Mała Galeria Klubu Marynarki Wojennej       | 2019 | Gdynia               | Polska  |
| 4   | Śladami stulecia Niepodległej                                                           | Galeria Fotografii Stylowy                  | 2018 | Zamość               | Polska  |
| 5   | Deus ex machina II                                                                      | V Festiwal Peron Częstochowa                | 2018 | Częstochowa          | Polska  |
| 6   | Stary piec – Festiwal Fotografii Industrialnej                                          | Samorządowe Centrum Kultury – Park Tradycji | 2018 | Siemianowice Śląskie | Polska  |
| 7   | Mówiąca cisza                                                                           | Galeria Fotografii Stylowy                  | 2018 | Zamość               | Polska  |
| 8   | Trzeci Anioł – przedświątecznie                                                         | Galeria Mazagran                            | 2017 | Zamość               | Polska  |
| 9   | Pół cieniem, pół serio                                                                  | Galeria Fotografii Ratusz                   | 2017 | Zamość               | Polska  |
| 10  | Czas wiatru                                                                             | Biblioteka Miejska                          | 2017 | Radomsko             | Polska  |
| 11  | Nadmorska opowieść                                                                      | Hotel Mercure Stare Miasto                  | 2016 | Zamość               | Polska  |
| 12  | Trzeci Anioł                                                                            | Galeria Fotografii Stylowy                  | 2015 | Zamość               | Polska  |
| 13  | Deus ex machina                                                                         | Galeria Fotografii Stylowy                  | 2014 | Zamość               | Polska  |
| 14  | Magiczny realizm – epizod drugi                                                         | Kijowski Fotoklub 9x12                      | 2014 | Kijów                | Ukraina |
| 15  | Magiczny realizm                                                                        | Galeria Fotografii Stylowy                  | 2013 | Zamość               | Polska  |

Źródło